# Spacecom
Spacecom, eller Space Communication (hebreiska: חלל תקשורת) är en israelisk kommunikationssatellitoperatör i Mellanöstern, Europeiska unionen och Nordamerika med huvudkontor i staden Ramat Gan, Israel. Spacecom driver två satelliter vid orbitalposition 4 ° West - AMOS 2 och AMOS 3 - liksom andra AMOS-satelliter.